# Ас (тенис)
Асът в тениса е сервис, при който посрещащият играч не успява да докосне с ракетата си топката, която пада в неговото поле и така носи точка на сервиращия играч. 

## История
Според информация от Международната зала на славата на тениса този термин е въведен от спортния журналист Алисън Данциг.
Асовете се записват официално от професионалните тенис турнири от най-високо ниво от 1991 г.
Джон Иснър държи рекорда за най-много асове в турнир с 214 по време на Уимбълдън през 2018 г. и за най-много асове в един мач със 113 по време на мача с Николас Махут през 2010 г. Джон Иснър е и рекордьор с най-много асове в кариерата си – 14 470.
Горан Иванишевич отбелязва най-много асове за един сезон през 1996 г. – 1477. Той също така е на второ място по най-много асове в турнир с 213 по време на Уимбълдън през 2001 г., когато става шампион.
Роджър Федерер държи рекорда за най-много асове на финал на турнир от Големия шлем, като отбелязва 50 аса на финала на Уимбълдън през 2009 г. Той е и трети в списъка с най-много асове (11 478), отбелязани в кариерата си.
При жените Серина Уилямс държи рекорда за най-много асове в турнир със 102 по време на Уимбълдън през 2012 г., когато става шампион.
При жените Каролина Плишкова отбелязва най-много асове за един сезон през 2016 г. – 530 и държи рекорда за най-много асове в един мач – 31.